# 14612 Irtish
14612 Irtish è un asteroide della fascia principale del diametro medio di circa 25,24 km. Scoperto nel 1998, presenta un'orbita caratterizzata da un semiasse maggiore pari a 3,1565813 UA e da un'eccentricità di 0,0931865, inclinata di 7,29797° rispetto all'eclittica.